# Mürtüz Yolcu
Mürtüz Yolcu (* 1961 in Iğdır, Türkei) ist ein türkischer Schauspieler und Theaterfestivalgründer.

## Leben
Yolcu begründete das Diyalog TheaterFest mit und ist seither der künstlerische Leiter des Festivals. Von 1979 bis 1984 gehörte er zu dem türkischen Ensemble Berliner Darsteller. Danach spielte er am Tiyatrom Theater Berlin und am türkischsprachigen Berliner Familientheater. Yolcu hatte überdies Engagements am Theater der Jugend und am Ballhaus Naunynstraße sowie den Münchner Kammerspielen.
Zudem spielte der gebürtige Türke eine Reihe von Rollen beim Film und im Fernsehen, unter anderem Salih in Evet, ich will! (2009) oder in Lehrer kann jeder! (2022). Der Schauspieler hatte mit Cengiz Korkmaz auch eine wesentliche Rolle in der Videofilmserie mit integrierten Deutschlernangeboten für türkische Familien Korkmazlar (1988), die zunächst auf Kassetten vertrieben, aber auch mehrfach im deutschen Fernsehen gezeigt wurde.
Von 2010 bis 2014 war er bei Gute Zeiten, schlechte Zeiten als Birol Özgül zu sehen. 2023 spielte er Ali Ceylan in Sturm der Liebe.
Yolcu lebt seit 1978 in Berlin.

## Filmografie
- 1988: Korkmazlar (Fernsehserie)
- 2008: Evet, ich will!
- 2010–2014: Gute Zeiten, schlechte Zeiten (Fernsehserie)
- 2015: Chuzpe – Klops braucht der Mensch!
- 2018: Brothers
- 2019: Nur eine Frau
- 2022: Lehrer kann jeder!
- 2022: Tatort: Das Opfer (Fernsehreihe)
- 2023: Sturm der Liebe (Fernsehserie)

## Hörspiele
- 2015: Ulrich Land: Häuserkampf – Regie: Sven Stricker (Kriminalhörspiel – DKultur)